# Церковь Димитрия Солунского (Надеждино)
Церковь Димитрия Солунского — православный храм Нефтекамской епархии, расположенный в селе Надеждино Белебеевского района, Республики Башкортостан. Здание храма является памятником истории и архитектуры.
Адрес храма: 452020, Республика Башкортостан, Белебеевский р-н, с. Надеждино, ул. Аксакова.

## История
Церковь Димитрия Солунского в селе Надеждино Белебеевского района, Республики Башкортостан сооружена на средства дворян Куроедовых, освящена во имя св. великомученика Димитрия Солунского (Мироточивого) в 1799 году. В церкви один престол во имя св. Великомученика Димитрия Солунского. Приход храма состоял из села Куроедово и четырёх деревень.
При церкви функционировала церковно-приходская школа. В притч храма входили: священник, дьякон, дьячок и пономарь. В 1930 е году храм был закрыт, а его здании был устроен склад.
Храм возвращен церкви в 1990-е годы, в нем был проведен ремонт. По старой фотографии архитектором З. М. Хатмуллиным восстановлен первоначальный облик здания. Входит в состав историко-культурного центра «Надеждино». Здание отнесено к памятникам истории и архитектуры. Церковь с домом семьи Аксаковых окружено кирпичным забором с ажурной чугунной решеткой.

## Духовенство
Сохранились имена многих настоятелей храма: П. Анисимов (с 1799), Д. Фёдоров (с 1804), П. Александров (с 1807), И. С. Кибардин (1811—1813), В. А. Пономарёв (1891—?), А. А. Надеждин (1934—?), иеромонахи Зосима (Кеев; с 1994), Никандр (Юрдонов; с 2001); П. Г. Форманюк (с 2002), В. В. Фархутдинов (с 2011).

## Архитектура
Кирпичная церковь Димитрия Солунского построена в стиле классицизма. Церковь двухглавая с двускатной железной крышей, имеет трехъярусную колокольню. Тип постройки — базилика. Окна прямоугольные с наличниками. Здание не разделено на трапезную и храм. Входы арочные.

## Святыни
- Икона Дм. Солунского.
- Напрестольное Евангелие XVIII века.